# Cratere Albany
Albany (22°57'36N 310°58'48E) è un cratere situato sulla superficie di Marte, nella maglia di Lunae Palus. Il nome deriva dall'omonima città degli Stati Uniti d'America e fu approvato nel 1979.